# John Payne Collier

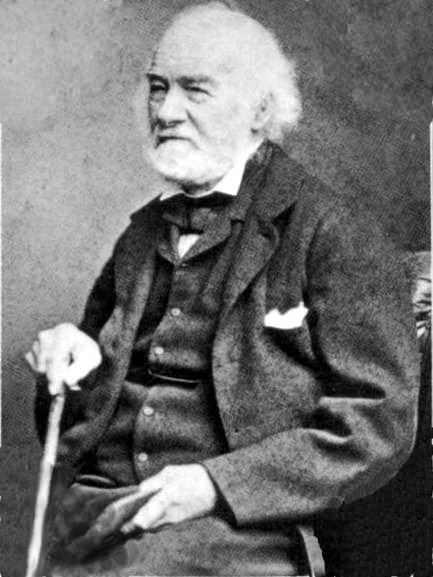
John Payne Collier

John Payne Collier (Londen, 11 januari 1789 - 17 september 1883) was een Engels Shakespearecriticus en -vervalser.
John Payne Collier was een van de meest controversiële figuren in de geschiedenis van de literatuurwetenschap. Zijn carrière volgde twee verschillende sporen. Enerzijds was hij een productief en bijzonder invloedrijk schrijver over het drama, de poëzie en het populaire proza uit de tijd van Shakespeare; anderzijds was hij op latere leeftijd de auteur van een groot aantal vervalsingen en vervalste bewijzen, die ernstige gevolgen hadden voor de studie van de tekst en de biografie van Shakespeare en veel anderen. Voor zijn 'tekstverbeteringen' van Shakespeares werk maakte Collier gebruik van de zogenaamde Perkins Folio, een kopie van de Second Folio uit 1632. In 1971 werd aan de Folger Shakespeare Library vastgesteld dat de notities in de Perkinskopie in het handschrift van John Payne Collier zelf waren.
- Bibsys: 1080708
- Biblioteca Nacional de España: XX1220520
- Bibliothèque nationale de France: cb122137657 (data)
- Catàleg d'autoritats de noms i títols de Catalunya: 981058608225006706
- CiNii: DA03298419
- Gemeinsame Normdatei: 100832806
- International Standard Name Identifier: 0000 0001 2131 9932
- Library of Congress Control Number: n50029197
- Nationale Bibliotheek van Tsjechië: mub2011649117
- Nationale bibliotheek van Australië: 35029782
- Nationale Bibliotheek van Israël: 987007259941005171
- Nederlandse Thesaurus van Auteursnamen: 074434403
- Réseau des bibliothèques de Suisse occidentale: 02-A003116665
- LIBRIS: 182856
- SNAC: w62n50g5
- Système universitaire de documentation: 030793890
- Trove: 802974
- Virtual International Authority File: 49275505
- WorldCat: E39PBJtcF989mypPtvmf37rXh3